# Phùng Quang Hùng (nhà Thanh)
Phùng Quang Hùng (chữ Hán: 冯光熊, ? – 1801), tự Thái Chiêm, người Gia Hưng, Chiết Giang, quan viên nhà Thanh.

## Khởi nghiệp và thăng tiến
Năm Càn Long thứ 12 (1747), Quang Hùng đỗ Cử nhân, nhờ vượt qua kỳ Khảo thụ trung thư mà được sung làm Quân cơ Chương kinh . Quang Hùng dần được cất nhắc đến chức Hộ bộ Lang trung.
Năm thứ 32 (1767), Quang Hùng theo Vân Quý Tổng đốc Minh Thụy (明瑞) đi Vân Nam, thụ chức Diêm dịch đạo ; gặp lúc mẹ mất nên Quang Hùng xin về, ngay khi ấy bị kết tội Thất sát  trong việc khoa phái  của thuộc lại, phải chịu đoạt quan.
Trở lại sau khi mãn tang, Quang Hùng được khởi dùng làm Viên ngoại lang, vẫn phục vụ bộ Hộ, trực ở Quân cơ xứ, rồi được thăng làm Lang trung. Quang Hùng theo Thượng thư Phúc Long An đến doanh trại của quan quân ở Kim Xuyên ; sau đó Quang Hùng được thụ chức Giang Tây Hữu giang đạo (右江道), thự chức Án sát sứ kiêm Diêm dịch đạo. Tiếp đó Quang Hùng trải qua các chức vụ Giang Tay Án sát sứ, Cam Túc Bố chánh sứ.
Năm thứ 49 (1784), dân Hồi ở Thạch Phong Bảo  nổi dậy, Quang Hùng trù hoạch chiến sự, tích trữ tiền bạc, quân nhu đầy đủ. Gặp lúc việc Giang Tây Tuần phủ tiền nhiệm là Hác Thác vòi vĩnh thuộc lại bị cáo giác, đồng liêu phần nhiều chịu bắt bớ, Quang Hùng cũng bị liên lụy, chịu đoạt quan, nhưng giữ lại quân doanh để hiệu lực. Dẹp xong khởi nghĩa, nhờ Phúc Khang An tiến cử, Quang Hùng được khởi làm An Huy Án sát sứ. Sau đó Quang Hùng được cất nhắc làm Hồ Nam Tuần phủ, rồi điều đi Sơn Tây.
Khi ấy triều đình bàn luận về việc đem thuế muối quy về thuế đinh địa phương ở khu vực Hà Đông (bao gồm các tỉnh Sơn Tây, Thiểm Tây, Hà Nam), Quang Hùng lên tiếng ủng hộ, nhờ đó việc này được thông qua. Năm thứ 57 (1792), Càn Long Đế ghé thăm Ngũ Đài, quan lại địa phương trước sau trình tấu, đều nói sau khi cải cách thuế muối, giá cả giảm đi, dân được yên lành. Càn Long Đế giáng chiếu khen Quang Hùng xử lý ổn thỏa, ban Hoa linh, Hoàng mã quái, thự hàm Công bộ Thị lang. Ít lâu sau, Quang Hùng được thụ chức Quý Châu Tuần phủ, rồi điều đi Vân Nam.

## Tham gia trấn áp khởi nghĩa người Miêu
Năm thứ 59 (1794), Quang Hùng được thự chức Vân Nam Tổng đốc. Năm sau (1795), người Miêu ở Đại Đường  là Thạch Liễu Đặng xâm phạm Đồng Nhân , Quang Hùng đến Tùng Đào lo việc phòng ngự, cho rằng Điền Nhuyên Bình thuộc Tư Châu , Tứ Thập Bát Khê thuộc Trấn Viễn, Đại Bình thuộc Tư Nam gần gũi với người Miêu, lại còn chẹn giữ đường lui của Đồng Nhân, bèn chia binh đồn trú. Nghĩa quân đánh gấp Chánh Đại, Tùng Đào, không thành công; Quang Hùng quay về Đồng Nhân lo việc tiền lương, quân nhu, còn việc bố trí phòng bị của quân đội đều giao lại cho Phúc Khang An, được khen là tính toán hợp ý bề trên, nhận mệnh ở lại làm Quý Châu Tuần phủ.
Năm Gia Khánh thứ 2 (1797), dẹp xong khởi nghĩa, Quang Hùng kiến nghị đổi xây tường đá cho Đồng Nhân, Chánh Đại, để có thể phòng vệ, triều đình nghe theo. Gặp lúc người Trọng Miêu (tức người Bố Y) nổi dậy, Quang Hùng cùng Tứ Xuyên Tổng đốc Lặc Bảo đốc soái tướng lãnh các trấn, liên hiệp quân đội các tỉnh Vân Nam, Quý Châu, Hồ Bắc, Quảng Đông tiễu trừ; Quang Hùng truyền hịch đến quan tướng, giải vây cho Quy Hóa Sảnh , quét sạch 2 lộ Bá Đông, Bá Tây, thu hàng trại Miêu thuộc An Thuận, Quảng Thuận.

## Xử lý hậu chiến
Bình xong Trọng Miêu, Quang Hùng cùng Lặc Bảo tâu lên 4 việc xử lý hậu chiến:
1. Xin theo nhu cầu mà trưng Võ cử, Võ sanh và Hương dũng, đồng thời bổ sung các suất đinh dư thừa cho biền binh
2. Cấp cho nạn dân chi phí của nhà tạm, nông cụ
3. Tích trữ lương thực đủ cho binh dân
4. Đo đạc ruộng đất, dẹp yên tranh chấp dân tộc Miêu – Hán

Từ khi chiến loạn nổ ra, địa phương đưa lên yêu cầu gì, phần nhiều được triều đình đáp ứng; bấy giờ Lặc Bảo đưa quân vào Xuyên, việc xử lý hậu chiến do Quang Hùng chuyên trách. Mùa xuân năm Gia Khánh thứ 3 (1798), Quang Hùng lại dâng sớ xin:
1. Tiếp tục cấm người Hán thu mua ruộng của người Miêu, nếu gặp khoản nợ không trả nổi, thì chánh quyền sẽ tiếp quản số ruộng đất ấy
2. Cấm dân khách nô dịch và khống chế đời sống của người Miêu
3. Khảo sát rồi giao việc cho thổ tù ở địa phương, định ra mức lương khi tham gia lao dịch, nhằm giúp đỡ người Miêu nghèo khốn
4. Tổ chức biền binh người Miêu, khiến họ quản thúc lẫn nhau

Tất cả đều được triều đình đồng ý.
Năm thứ 5 (1800), triều đình giáng chiếu nói Quang Hùng trị lý có tiếng tốt, nay tuổi đã gần bát tuần, nên triệu ông về kinh, cho thụ chức Binh bộ Thị lang, ít lâu sau cất nhắc làm Tả đô Ngự sử. Năm thứ 6 (1801), Quang Hùng mất. Gia Khánh Đế nhớ công lao của ông, ban một đàn cúng tế.